# Lycée hôtelier de Grenoble
Pour la résidence du duc de Lesdiguières, voir Hôtel de Lesdiguières.
Le Lycée hôtelier de Grenoble est un établissement français d'enseignement professionnel situé sur le cours de la Libération et du Général De Gaulle à Grenoble.
Le lycée a ouvert ses portes le 1er octobre 1917 et son premier élève diplômé a été Jean Piolat. La première location de l'hôtel Lesdiguières actuellement utilisé date du 25 septembre 1919. De nos jours, il possède trois sites distincts, et prépare aux métiers de l'hôtellerie et de la restauration. Il est connu des Grenoblois sous le nom de l'école hôtelière Lesdiguières du nom du Lieutenant général du Dauphiné mort en 1626.
Réaménagé en 1934, il est aujourd'hui l'un des rares établissements en France à posséder son propre hôtel d'apprentissage, il accueille 850 élèves dont 260 élèves en internat. Durant les années 1990, le lycée est agrandi et construit en lieu et place d'un terrain de camping. 
Le lycée est desservi par le terminus de la ligne E du tramway de Grenoble.

## Classement du lycée
En 2015, le lycée se classe 18e sur 43 au niveau départemental quant à la qualité d'enseignement, et 870e au niveau national. Le classement s'établit sur trois critères : le taux de réussite au bac, la proportion d'élèves de première qui obtient le baccalauréat en ayant fait les deux dernières années de leur scolarité dans l'établissement, et la valeur ajoutée (calculée à partir de l'origine sociale des élèves, de leur âge et de leurs résultats au diplôme national du brevet).
La même année, le lycée Lesdiguières enregistre un taux de succès au bac de 84 % le classant à la 41e place (sur 44) au niveau départemental et à la 216e place (sur 231) au niveau régional.